# Leslie White
Leslie Alvin White (Salida, 19 gennaio 1900 – Lone Pine, 31 marzo 1975) è stato un antropologo statunitense.
(Leslie White,Energie and the evolution of culture, 1943, American Anthropologist, 43, pag.346)

## Studi e teorie
Allievo di Alexander Goldenweiser, a sua volta scolaro di Franz Boas, White condusse ricerche tra i Pueblo del Sud-Ovest degli Stati Uniti e fu autore di contributi importanti nell'ambito degli studi sui sistemi terminologici di parentela e sul tabù dell'incesto.
White fu uno dei primi portavoce della prospettiva nomotetica, sviluppatasi nell'ambito dell'antropologia americana tra il 1940 e il 1960. La prospettiva nomotetica era la ricerca di leggi e la formulazione di teorie generali, sviluppata dalla seconda generazione di scolari di Boas, a differenza degli immediati successori di Boas che condividevano la sua avversione per la generalizzazione e le spiegazioni di tipo causale.
White formulò una teoria relativa all'evoluzione culturale, basata su una rivalutazione delle teorie di Morgan. White fu inoltre influenzato dal marxismo, in quanto compì un viaggio nell'Unione Sovietica, dove Marx ed Engels avevano ripreso le idee di Morgan sul progresso umano. White riprese la teoria secondo la quale sono le condizioni socio-economiche a determinare la vita delle società umane, dalla quale deriva l'idea di White secondo cui la storia del genere umano si caratterizza per l'acquisizione progressiva di una sempre maggiore complessità culturale e per il progressivo accumulo di sapere tecnologico. L'idea di evoluzione culturale di White implicava la possibilità di individuare un sistema di misurazione della crescita culturale. Secondo l'antropologo, l'indicatore dell'evoluzione culturale di una società era rappresentato dalla quantità di energia pro capite che una società è in grado di produrre, controllare e sfruttare, dunque la tecnologia impiegata dagli uomini allo scopo di produrre energia. Da ciò deriva il determinismo culturale di White, dal momento che egli considerava la base tecnico-produttiva di una società il fattore causativo della sua evoluzione culturale.
White ha coniato il termine culturologia riferendosi alla disciplina che studia i sistemi culturali, indicando in particolare una disciplina finalizzata a “spiegare la cultura con la cultura”, in quanto riteneva che la cultura rispondesse a leggi proprie, particolari, non spiegabili con qualsiasi altra scienza.

## Opere
- La scienza della cultura, Sansoni, Firenze, 1969 (ed. or. 1949)
- «The Symbol: the Origin and Basis of Human Behavior», Philosophy of Science, 7, 1940